# 阿科諾林加
阿科諾林加是非洲中西部國家喀麥隆的城鎮，由中部省負責管轄，位於該國中部尼永河畔，建於1952年，鎮上有機場設施，2010年人口估計為27,035。
該城鎮擁有阿科諾林加閃電足球俱樂部，隸屬於喀麥隆足球甲級聯賽。